# Andipatti Jakkampatti
Andipatti Jakkampatti (o Andippatti) è una suddivisione dell'India, classificata come town panchayat, di 22.992 abitanti, situata nel distretto di Theni, nello stato federato del Tamil Nadu. In base al numero di abitanti la città rientra nella classe III (da 20.000 a 49.999 persone).

## Geografia fisica
La città è situata a 9° 58' 60 N e 77° 37' 60 E e ha un'altitudine di 318 m s.l.m..

## Società

### Evoluzione demografica
Al censimento del 2001 la popolazione di Andipatti Jakkampatti assommava a 22.992 persone, delle quali 11.652 maschi e 11.340 femmine. I bambini di età inferiore o uguale ai sei anni assommavano a 2.560, dei quali 1.337 maschi e 1.223 femmine. Infine, coloro che erano in grado di saper almeno leggere e scrivere erano 17.015, dei quali 9.550 maschi e 7.465 femmine.